# Hapalomys longicaudatus
Il ratto marmosa maggiore (Hapalomys longicaudatus  Blyth, 1859) è un roditore della famiglia dei Muridi diffuso in Indocina.

## Descrizione

### Dimensioni
Roditore di medie dimensioni, con la lunghezza della testa e del corpo tra 150 e 170 mm, la lunghezza della coda tra 172 e 201 mm, la lunghezza del piede tra 26 e 32 mm e la lunghezza delle orecchie tra 12 e 15 mm.

### Aspetto
La pelliccia è soffice, densa e lanosa. Le parti superiori sono bruno-grigiastre, incluse le guance ed il labbro superiore. Le parti inferiori sono bianche, con una striscia bruno-arancione lungo i fianchi che separa le due parti. Le orecchie sono marroni scure con un ciuffo di lunghi peli neri, che sorgono dall'interno del padiglione auricolare. La coda è più lunga della testa e del corpo, uniformemente scura e cosparsa di pochi peli che diventano gradualmente più lunghi verso l'estremità. Il cariotipo è 2n=50 FN=54.

## Biologia

### Comportamento
È una specie arboricola e notturna associata ad habitat con presenza di Bambù. Costruisce i nidi con le foglie negli internodi delle canne, producendo un foro di 3,5 cm di diametro.

### Alimentazione
Si nutre principalmente di varie parti di bambù.

## Distribuzione e habitat
Questa specie è diffusa nel Myanmar, nella Thailandia occidentale e nella penisola malese.
Vive in aree ricoperte di bambù all'interno di foreste pluviali sempreverdi fino a 500 metri di altitudine.

## Conservazione
La IUCN Red List, considerato che l'areale è ristretto alle zone con presenza di Bambù e pertanto seriamente frammentato, classifica H.longicaudatus come specie in pericolo (EN).